# Sân vận động Olympic (Nouakchott)
Sân vận động Olympic (tiếng Ả Rập: الملعب الأولمبي, tiếng Pháp: Stade Olympique) là một sân vận động đa năng ở Nouakchott, Mauritanie. Sân được sử dụng chủ yếu cho các trận đấu bóng đá. Sân cũng có đường chạy điền kinh. Sân vận động có sức chứa là 20.000 người kể từ lần cải tạo gần đây nhất. Sân vận động này được sử dụng bởi đội tuyển bóng đá quốc gia Mauritanie.